# Дукатовачки чланци
Дукатовачки чланци били су анонимни чланци које је у Српским новинама Милоша Поповића објављивала конзервативна група око кнеза Милоша и преко њих нападала либерале. Потписивани су знаком цесарског дуката (#) по коме су и добили назив. Чланци су излазили од августа до 5. новембра 1859. године. Углавном их је писао Матија Бан.

## Сукоб либерала и конзервативаца
Светоандрејска скупштина изабрала је Милоша за кнеза 11. децембра 1858. године. Милош је у Србију стигао тек 3. јануара 1859. године. Три недеље је цела Србија била у неизвесности хоће ли Порта прихватити промену на престолу. Тада је дошло до привременог примирја две супарничке групације. Прву, саветску групу чинили су Илија Гарашанин, Миша Анастасијевић и Тома Вучић Перишић са својим присталицама. Они су желели збацивање кнеза Александра, у чему су се слагали са другом, скупштинском групом. Међутим, након збацивања Александра скупштинска странка без претходног договора са другом групацијом поставља на чело државе кнеза Милоша. Зато је завладало непријатељство (скупштинска странка бранила се да се о рестаурацији Милошеве власти није могла договарати са онима који су га збацили 1839. године) између две групе. Скупштинска странка другачије се називала и народном странком или обреновићевцима, а може се поистоветити са либералима, док се саветска странка може поистоветити са конзервативцима. Вође либералне групације тада су били Стевча Михаиловић, Милован Јанковић и Јеврем Грујић. Либерали су били бројно јачи, али су конзервативци имали моћније прваке. Либерални прваци нису се задовољавали династичком променом, већ су желели реформу којом би Народна скупштина постала трећи законодавни чинилац чиме би се обезбедило учешће народа у доношењу закона. Гарашанин је изгубио функцију намесника, а није желео да буде министар под Стевчом Михаиловићем, па је дао оставку и повукао се у Савет.

## Чланци
Чиновничко питање коначно је завадило конзервативце и либерале. Конзервативци, за разлику од либерала, нису били за гоњење Карађорђевићевих чиновника. Милош по доласку на власт ради искључиво са либералним првацима: Стевча (председник Савета) и Грујић. Разлика која је довела до разилажења кнеза и Милоша била је та што је кнез сматрао либерале присталицама своје династије, док су либерали хтели да кнез влада по њиховим политичким идејама. Милош је због бројности либерала у њима видео јаке противнике. Због тога је неко време радио заједно са њима. У Српским новинама почињу излазити чланци против избора нових чиновника. Српске новине нападају нарочито Милована Јанковића због агитовања на биралиштима где је бирачима давао цедуље са именима кандидата, што се сматрало за „неморалну ствар“. Милош је ставио потпис на њихов чланак под насловом „Поглед на радњу одбора Светоандрејске скупштине“. Он је потписан знаком цесарског дуката (#), због чега чланци конзервативаца против либерала носе назив „дукатовачки“ чланци. Дукатовачки чланци нападају либерале који су постављање Обреновића приписивали искључиво себи у заслугу. Према њима, победа Обреновића била је воља целог народа. Светоандрејска скупштина постала је играчка у рукама Грујића и Јанковића, а светоандрејски одбор Владимира Јовановића, секретара. Током септембра и октобра, под дукатовачким знаком изашло је још неколико чланака. Чланци су показали став Милоша према либералима. Дуго је била тајна ко је писао дукатовачке чланке. Данас се зна да је то био познати књижевник Матија Бан. Дуго се сумњало да чланке пише кнежев син Михаило. Министар просвете, либерал, је по налогу кнеза предао уредништво Српских новина Владимиру Јовановићу. Кнез је сада пуштао либерале да се извичу на конзервативце, јер су се ови, по Милошевом мишљењу, превише осилили (позивали су на отворено растурање либерала). Јовановић је, међутим, смењен већ следећег месеца због националистичког чланка који је узбудио београдског пашу. Српске новине остају орган либералне странке до краја Милошеве владавине.